# Œil de la Providence
 (avril 2023).
Si vous disposez d'ouvrages ou d'articles de référence ou si vous connaissez des sites web de qualité traitant du thème abordé ici, merci de compléter l'article en donnant les références utiles à sa vérifiabilité et en les liant à la section « Notes et références ».
Pour les articles homonymes, voir Œil (homonymie) et Providence.
L'œil de la Providence ou l'œil de Dieu ou l'œil omniscient est un symbole métaphorique et allégorique universel, représenté par un œil dans un triangle entouré de rayons de lumière. Repris par diverses religions et sociétés philosophiques, ésotériques ou mystiques, il est généralement interprété comme la représentation de l'œil de Dieu et de la providence divine, exerçant sa présence et sa surveillance universelle sur l'Humanité. 

## Histoire
La vision et la connaissance illimitée (métaphore de l'omniscience et de l'illumination religieuse) est l'attribut de la divinité, avec un œil, un triangle et de la lumière pour symboles allégoriques. Il représente l'idée que cette divinité voit tout, et que rien ne lui échappe des pensées et des actions humaines, même les plus cachées. Cette connaissance absolue (confinant à la surveillance morale) est attribuée à diverses divinités, dont : 
- Mythologie égyptienne : l'Œil oudjat, œil du dieu faucon solaire Horus (proche mais distinct de l'Œil de Rê, également symbole de protection) est une des représentations les plus anciennes connues d'un œil omniscient.
- Mythologie grecque, le dieu solaire Helios a la réputation de tout voir, toutefois il n'est presque jamais représenté par un œil isolé, mais plutôt par un visage émergeant des nuages.
- Mythologie celtique : des monnaies celtiques représentent également un œil divin.
- Religion en Mésopotamie : des yeux votifs sont taillés en ronde-bosse dans la pierre, portant le nom de la divinité à laquelle ils sont offerts en offrandes.
- Religion abrahamique : le Dieu des trois religions monothéistes abrahamiques (judaïsme, christianisme et islam) est un dieu omniscient dont l'œil voit tout.
- Védisme, hindouisme et bouddhisme : cet attribut est partagé par certains dieux de l'Inde, Indra ou Varuna, et de l'Iran, comme Ahura Mazda ou Mithra.

Dans l'iconographie chrétienne plus récente (libérée de l'aniconisme), l'œil divin apparaît souvent dans le ciel, entouré de nuées qu'il dissipe : il rayonne de lumière, symbole de vérité et de connaissance. Le Dieu chrétien est omniscient, mais aussi omniprésent et omnipotent. Voir, savoir et agir sont ses attributs étroitement reliés entre eux. Cet œil peut aussi être inscrit dans un triangle, symbole de la Trinité divine.

Quelques exemples
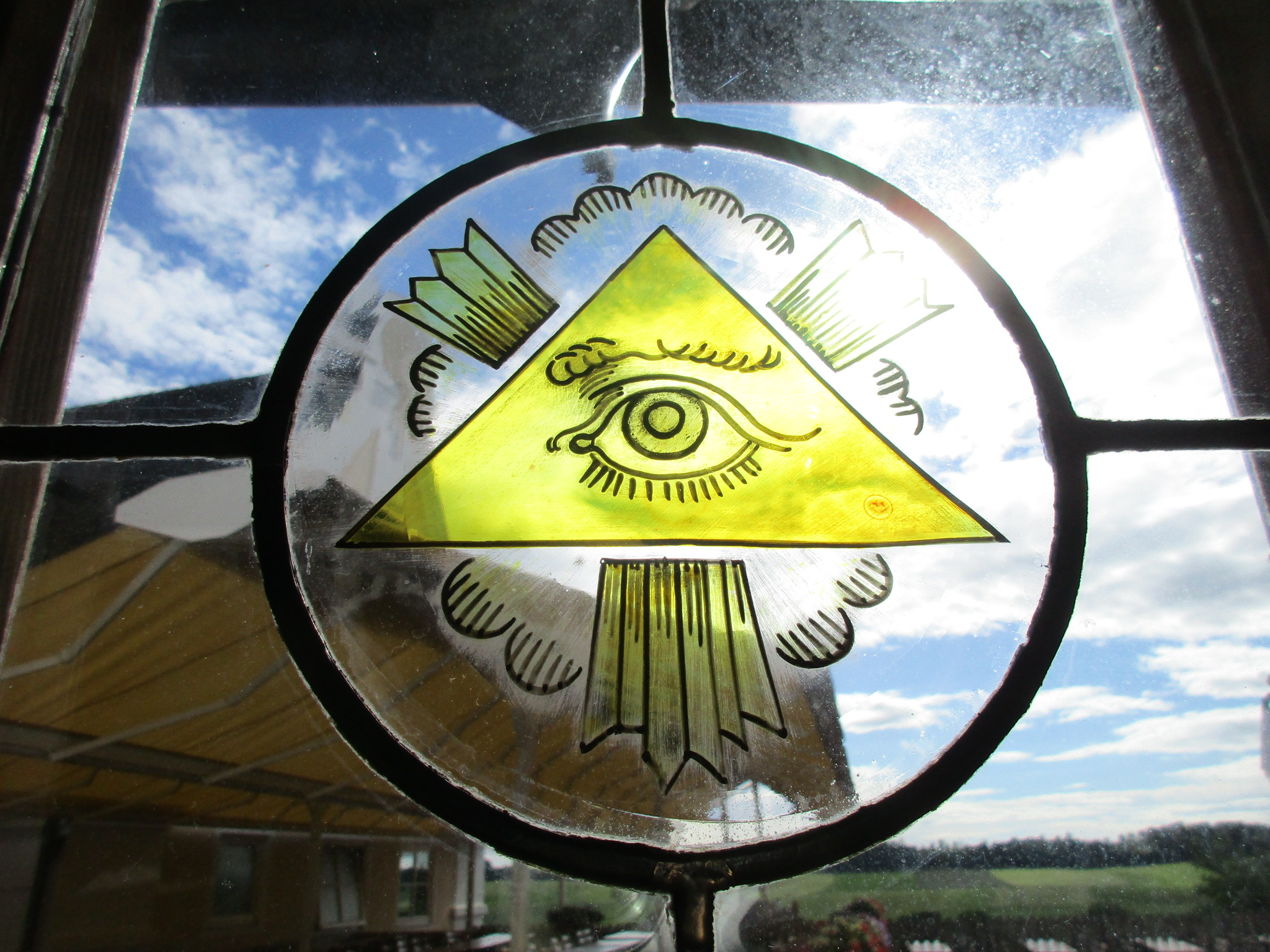
Abbaye d'Andechs
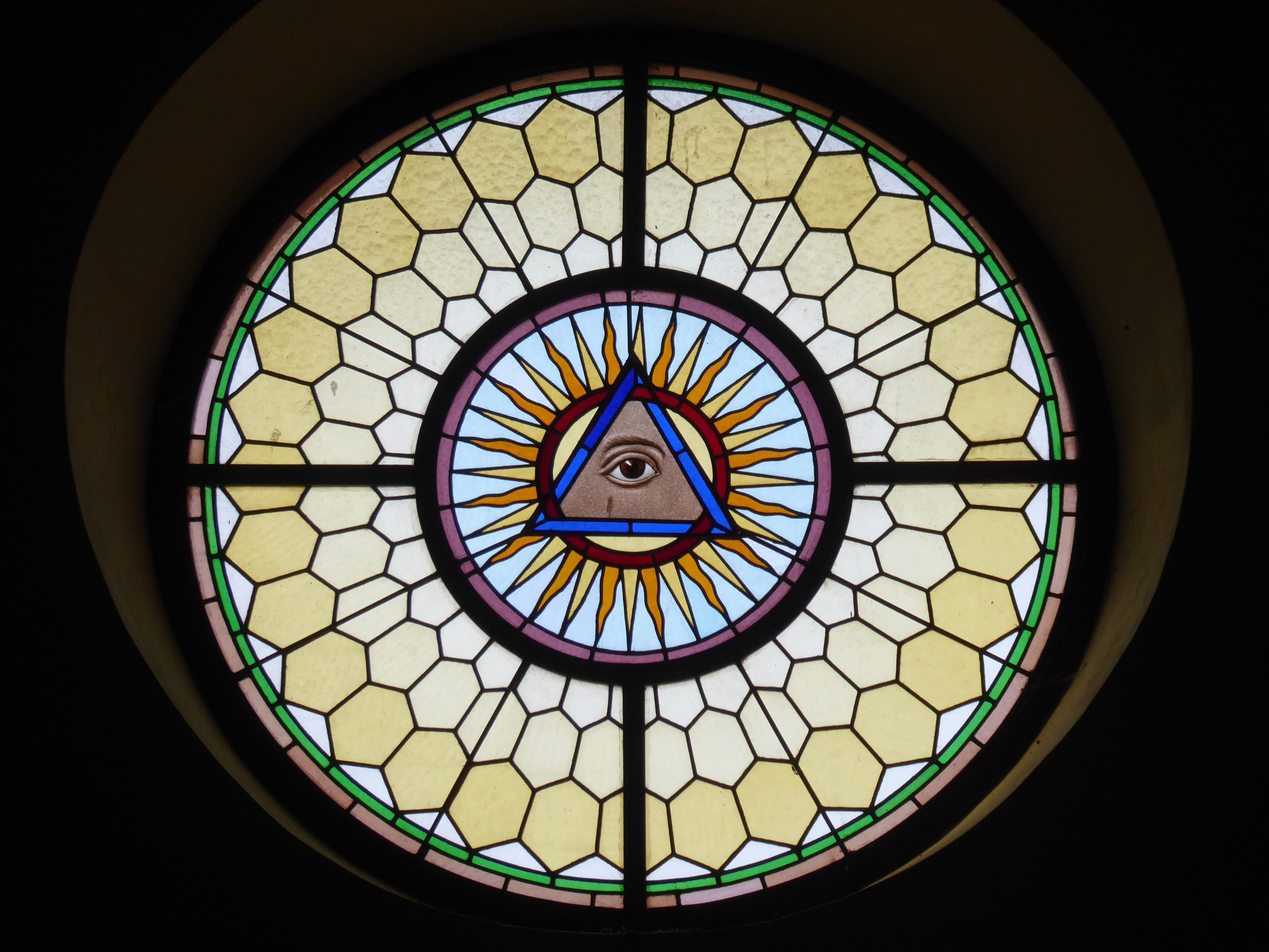
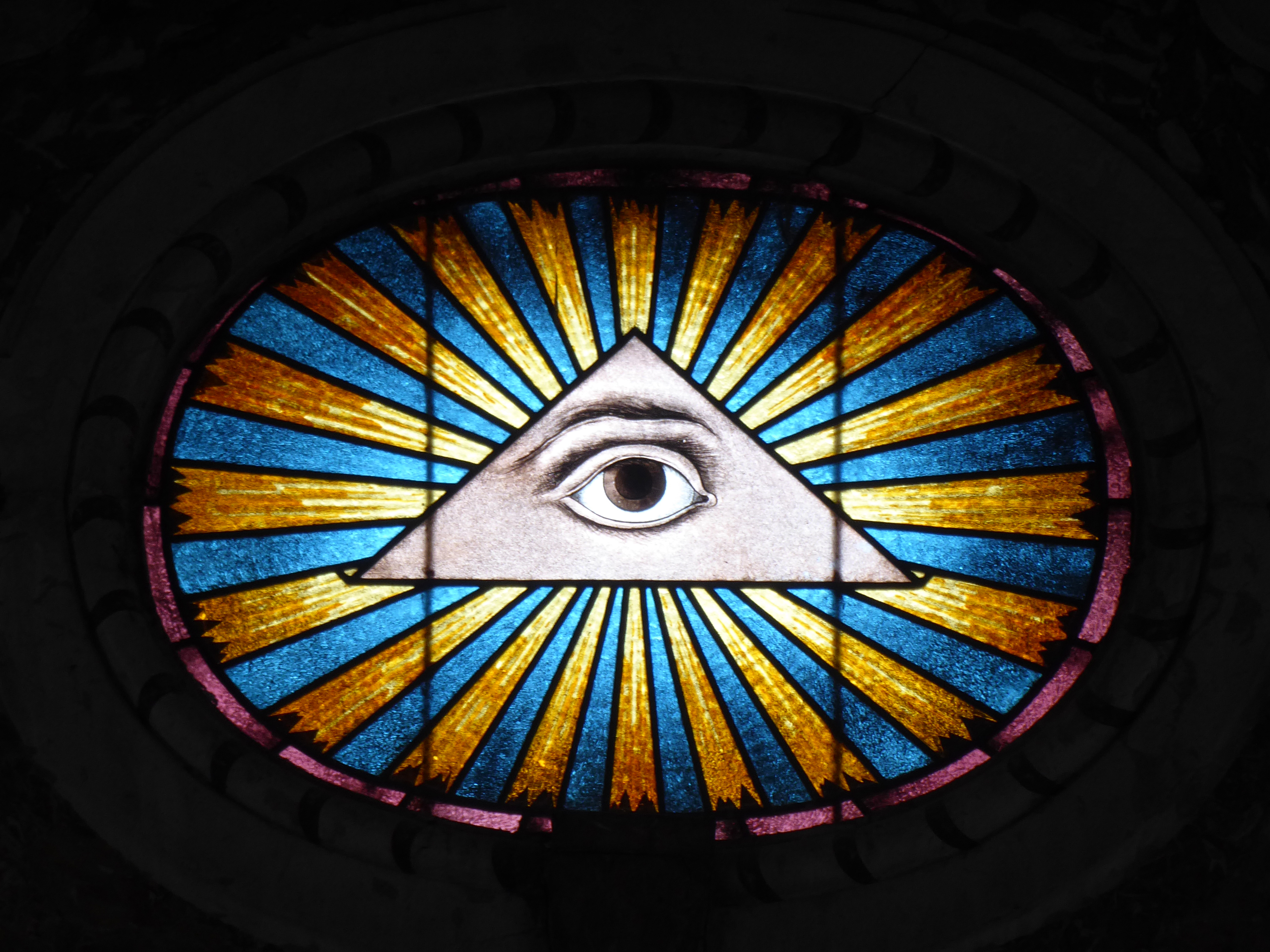
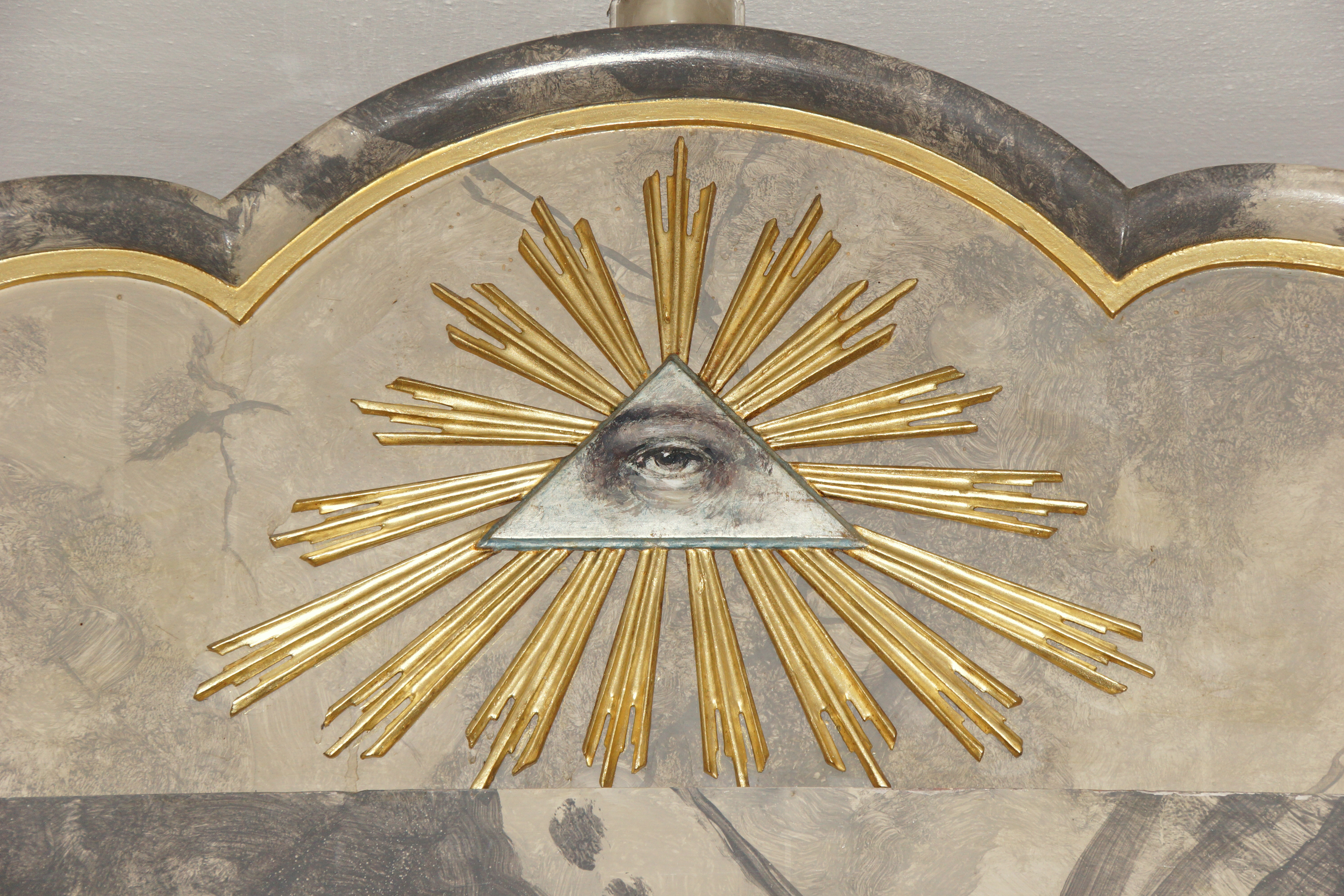
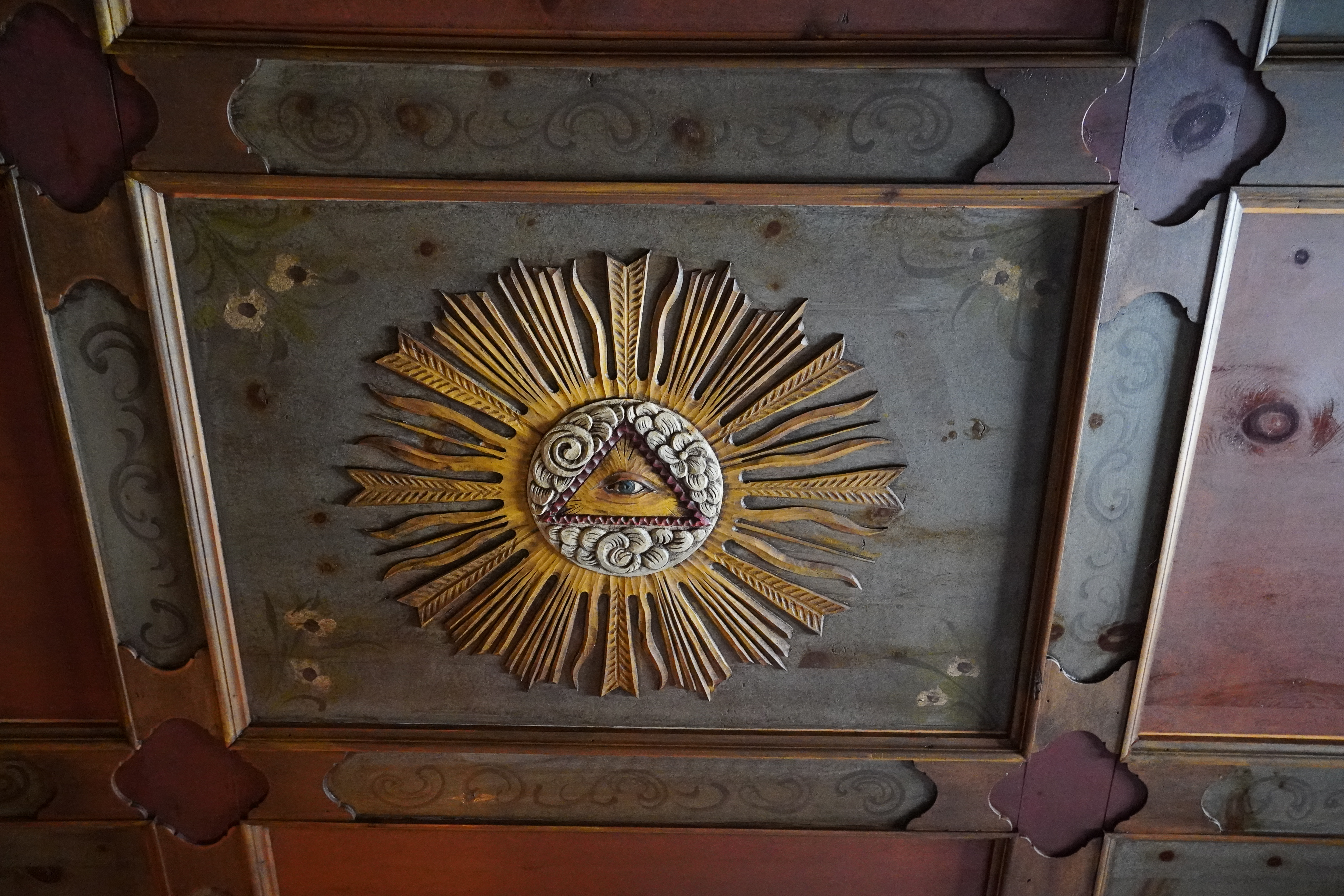
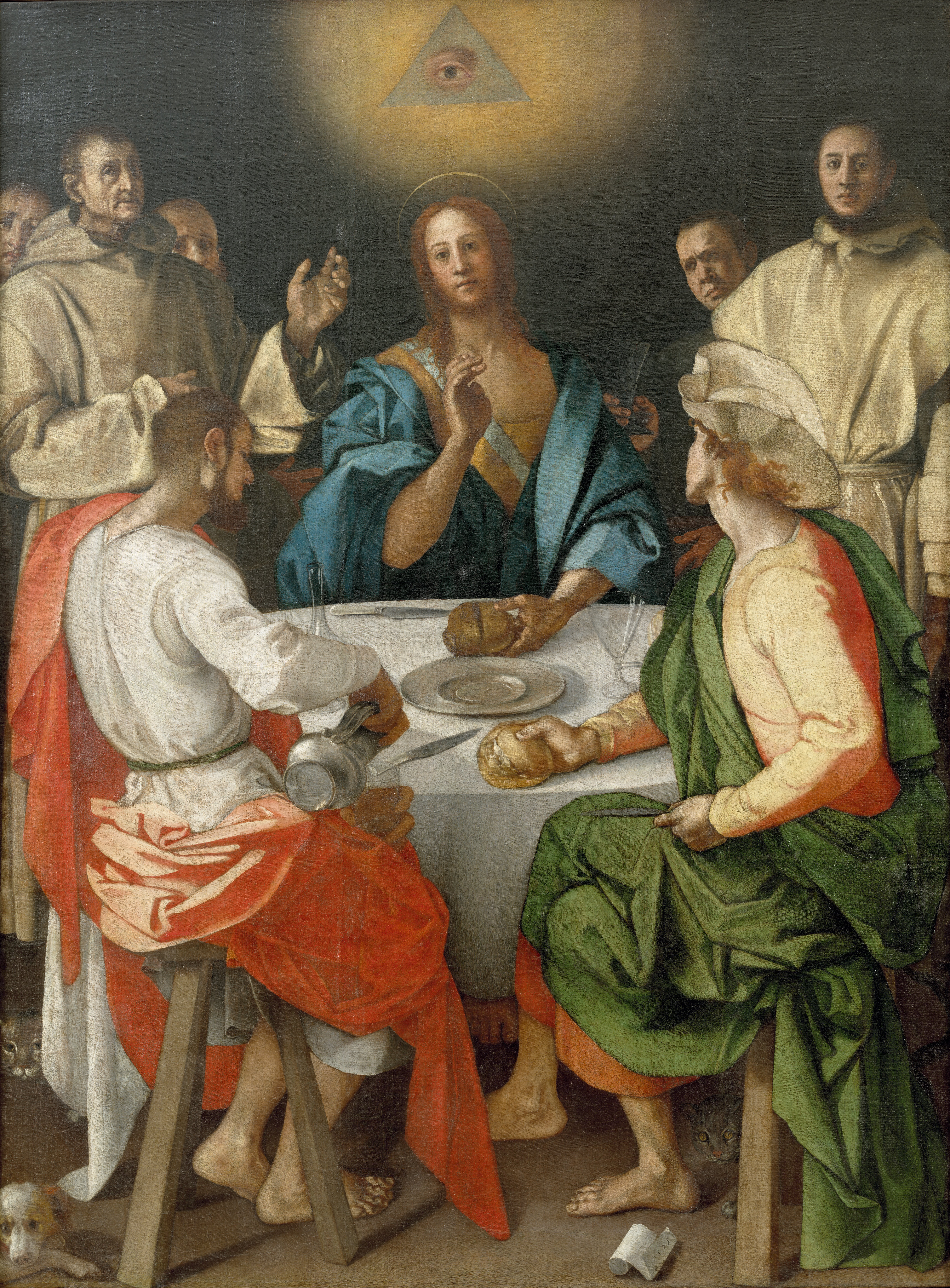
Le Souper à Emmaüs, par Pontormo (1525).
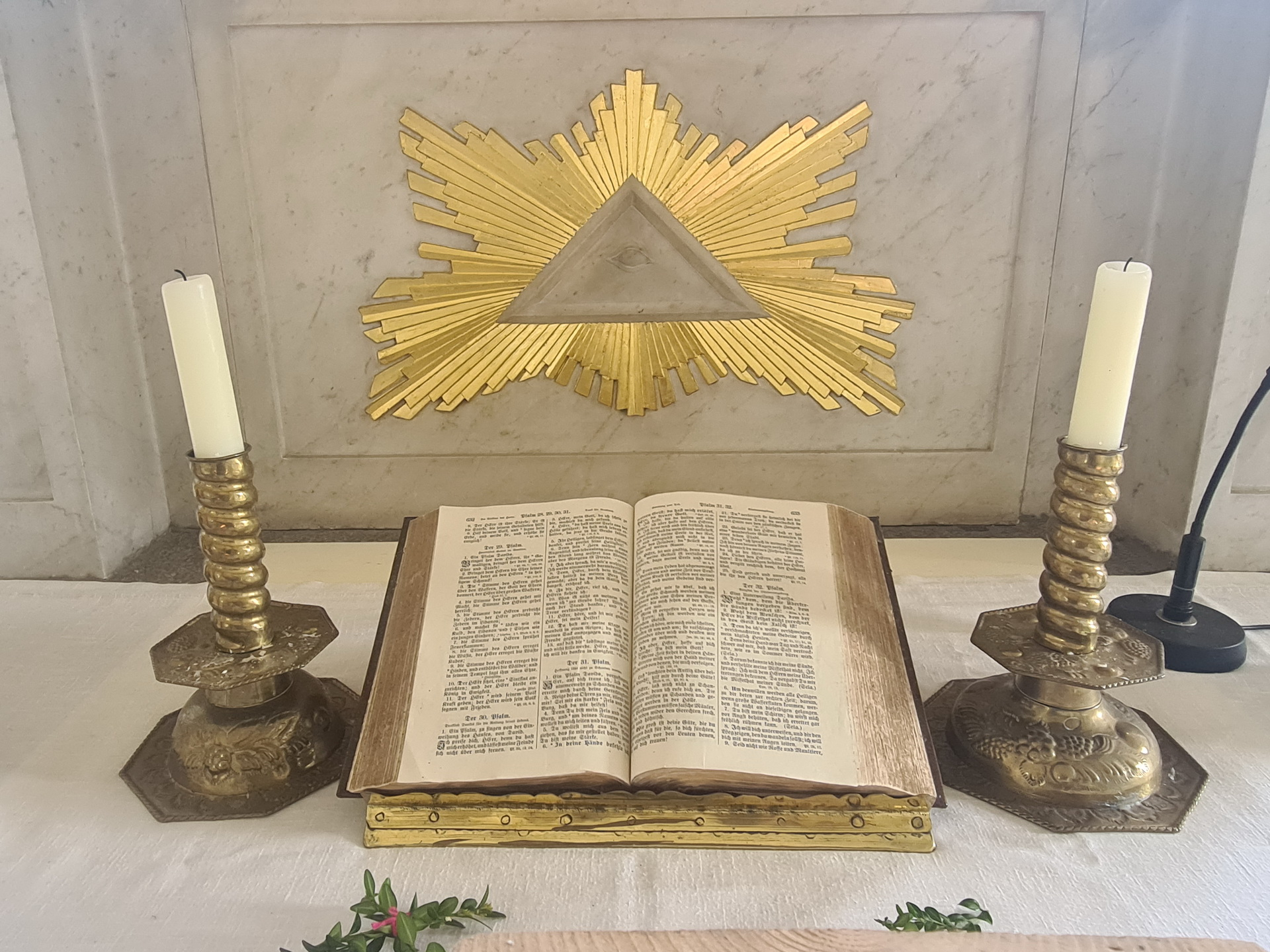
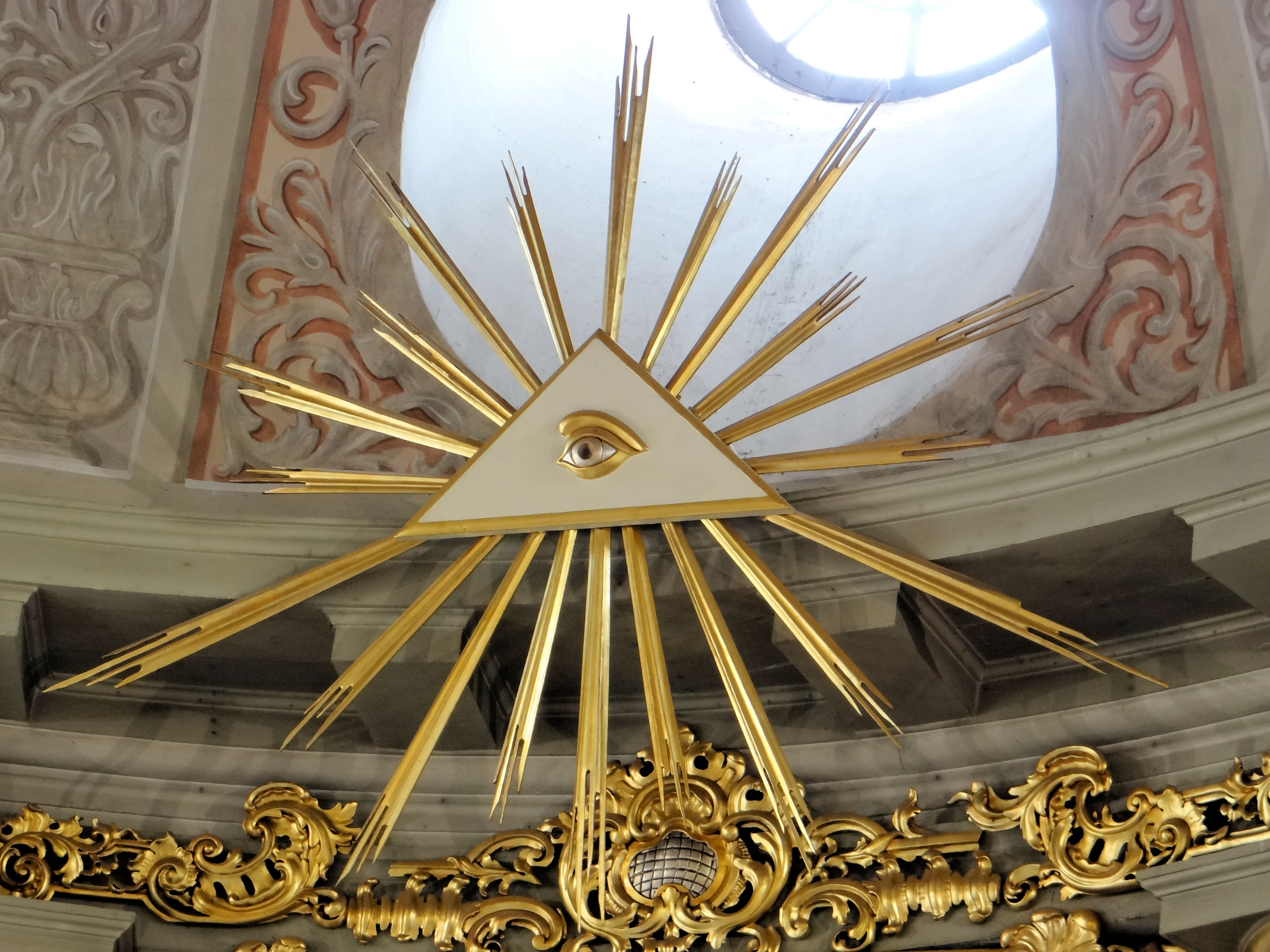
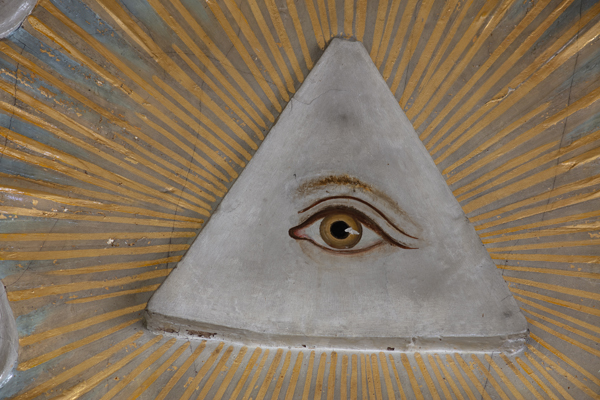
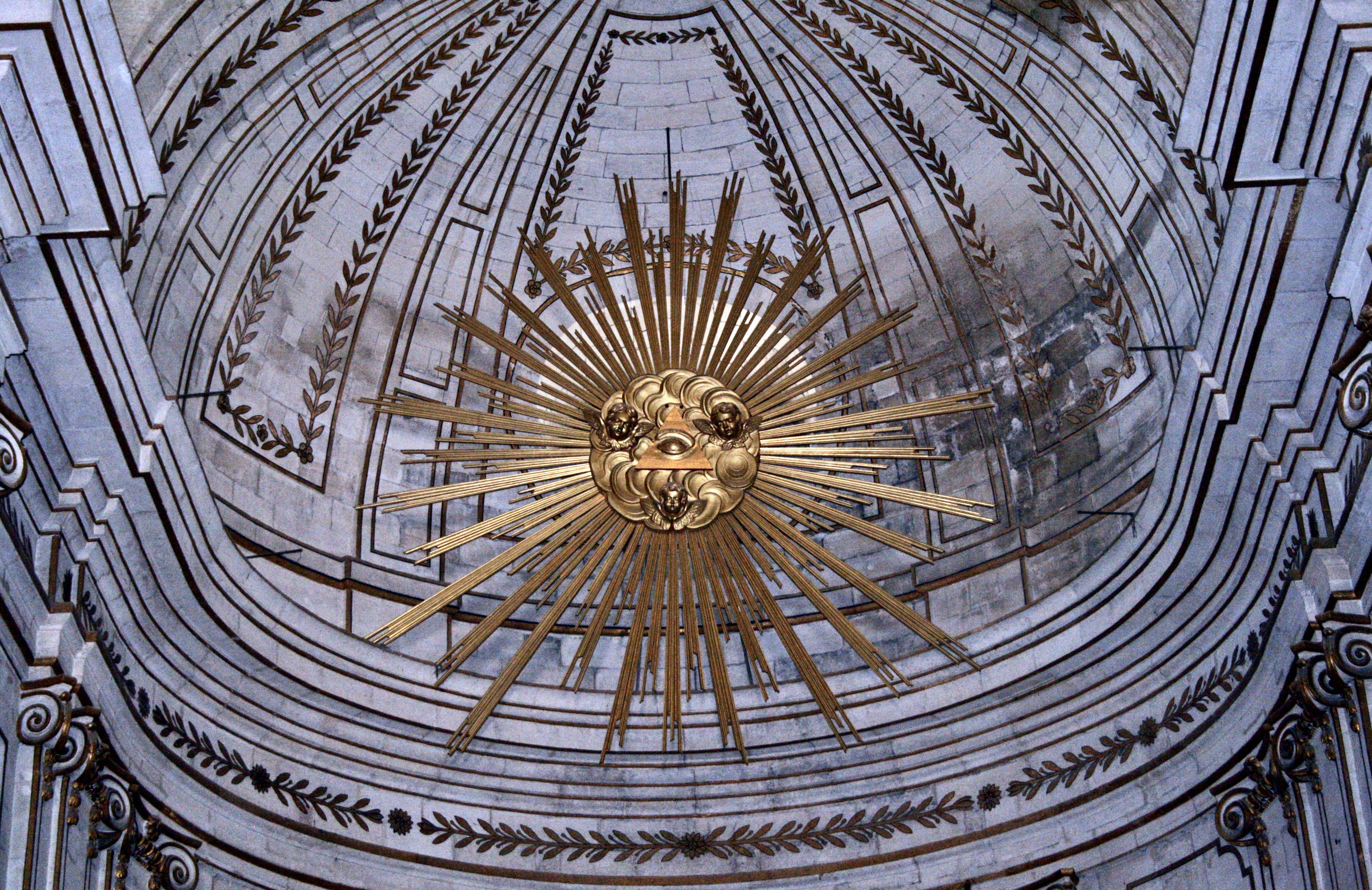
Église Saint-Étienne d'Uzès (XVIIIe siècle).
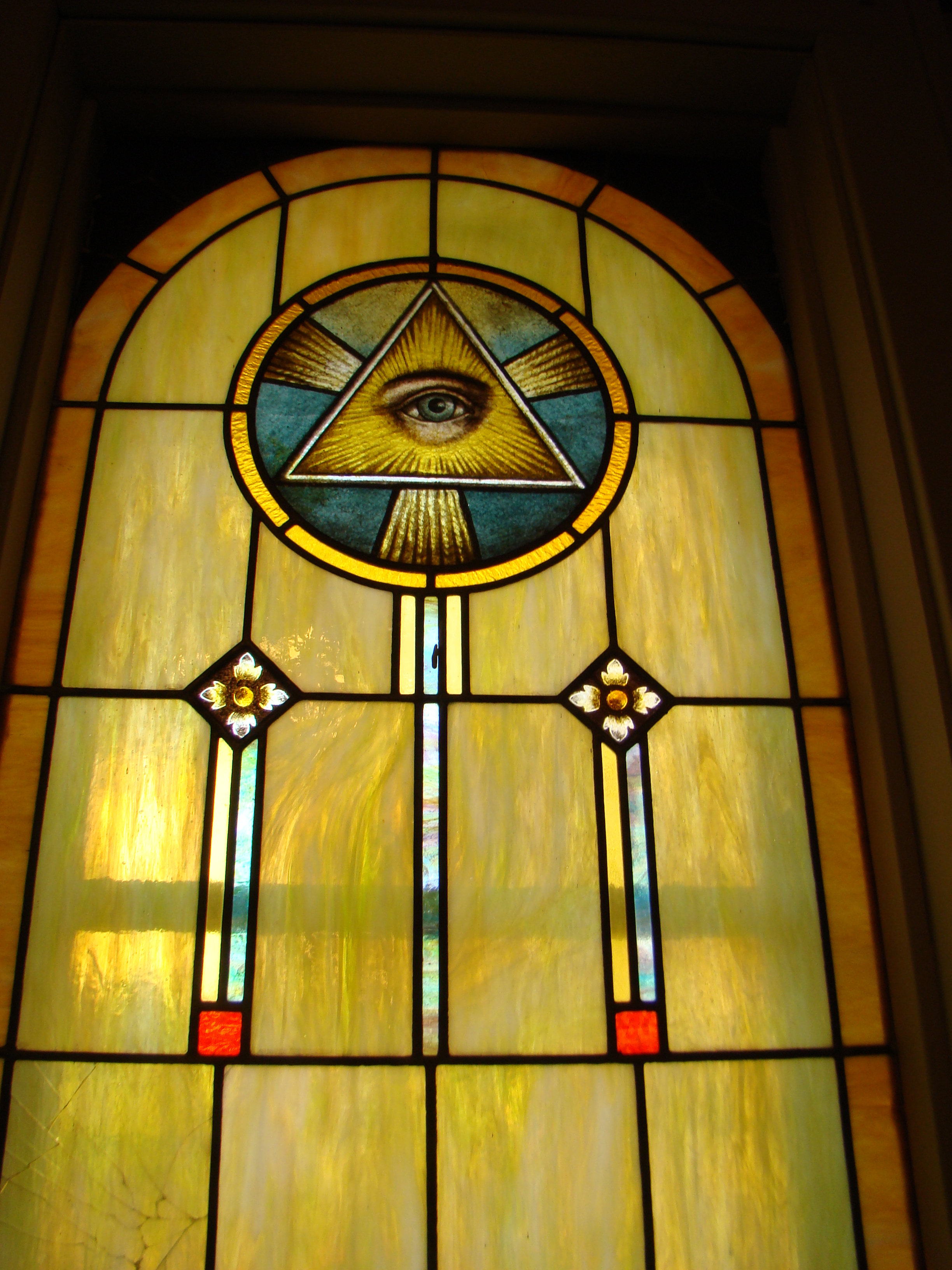
Sur un vitrail

## Franc-maçonnerie

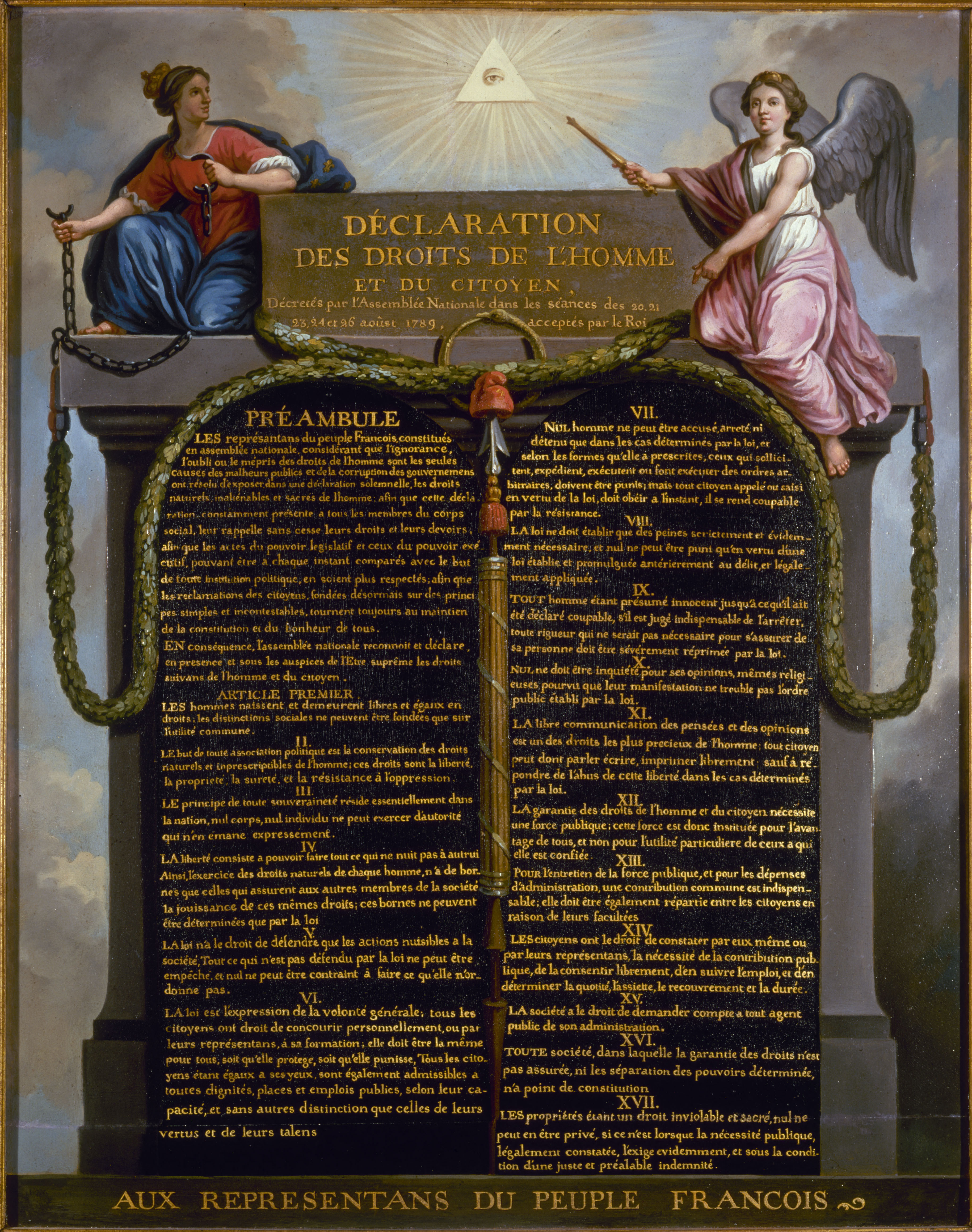
L'œil de la providence au-dessus de la Déclaration des droits de l'homme et du citoyen de 1789 de Jean-Jacques Le Barbier.

Ce symbole, très populaire au XVIIIe siècle dans le mouvement des Lumières, est repris sur divers supports et peut avoir des significations plus ou moins différentes. Il est par exemple visible dans la Déclaration des droits de l'homme et du citoyen de 1789.

Quelques exemples
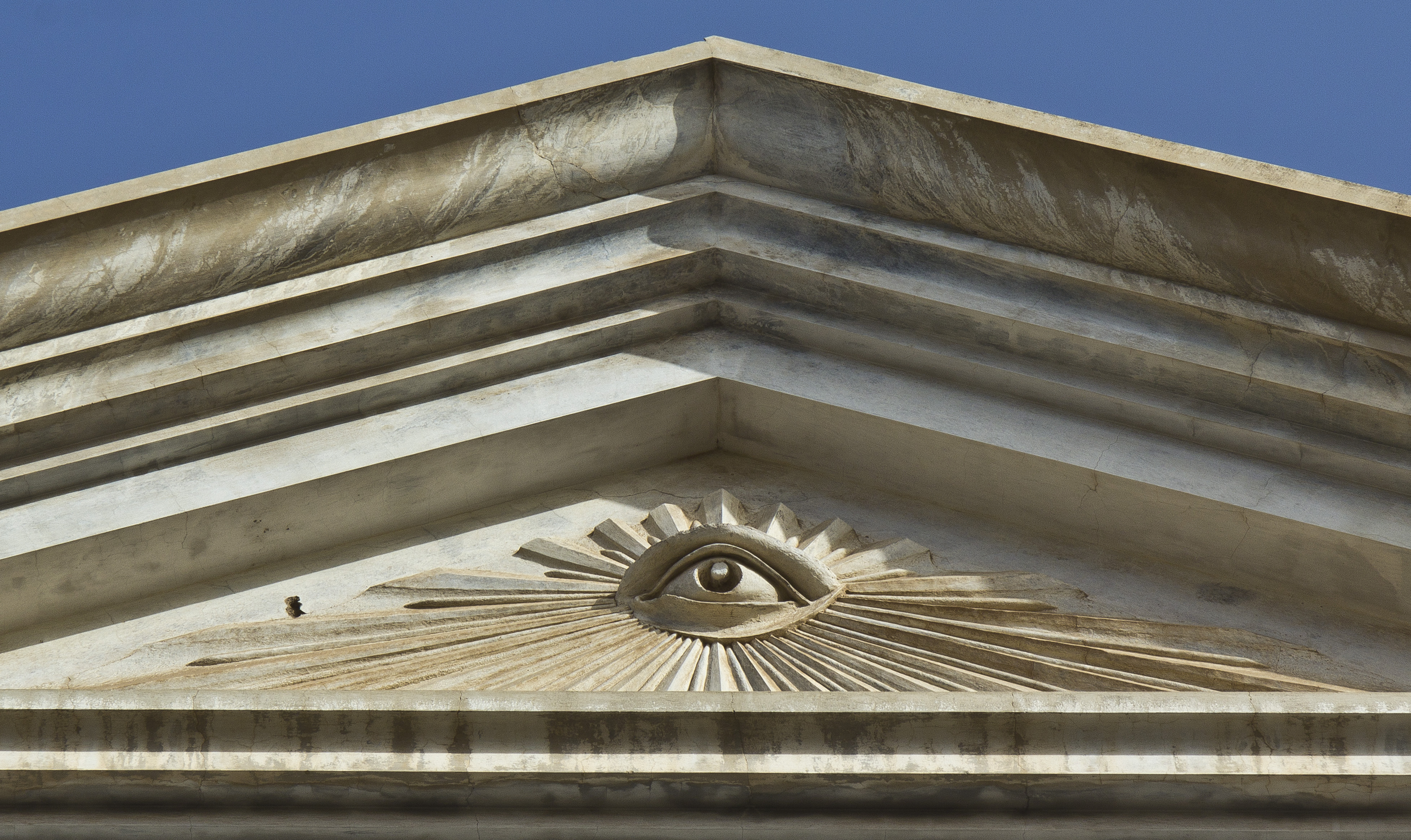
Œil de la Providence ornant la façade du temple maçonnique de Santa Cruz de Tenerife.
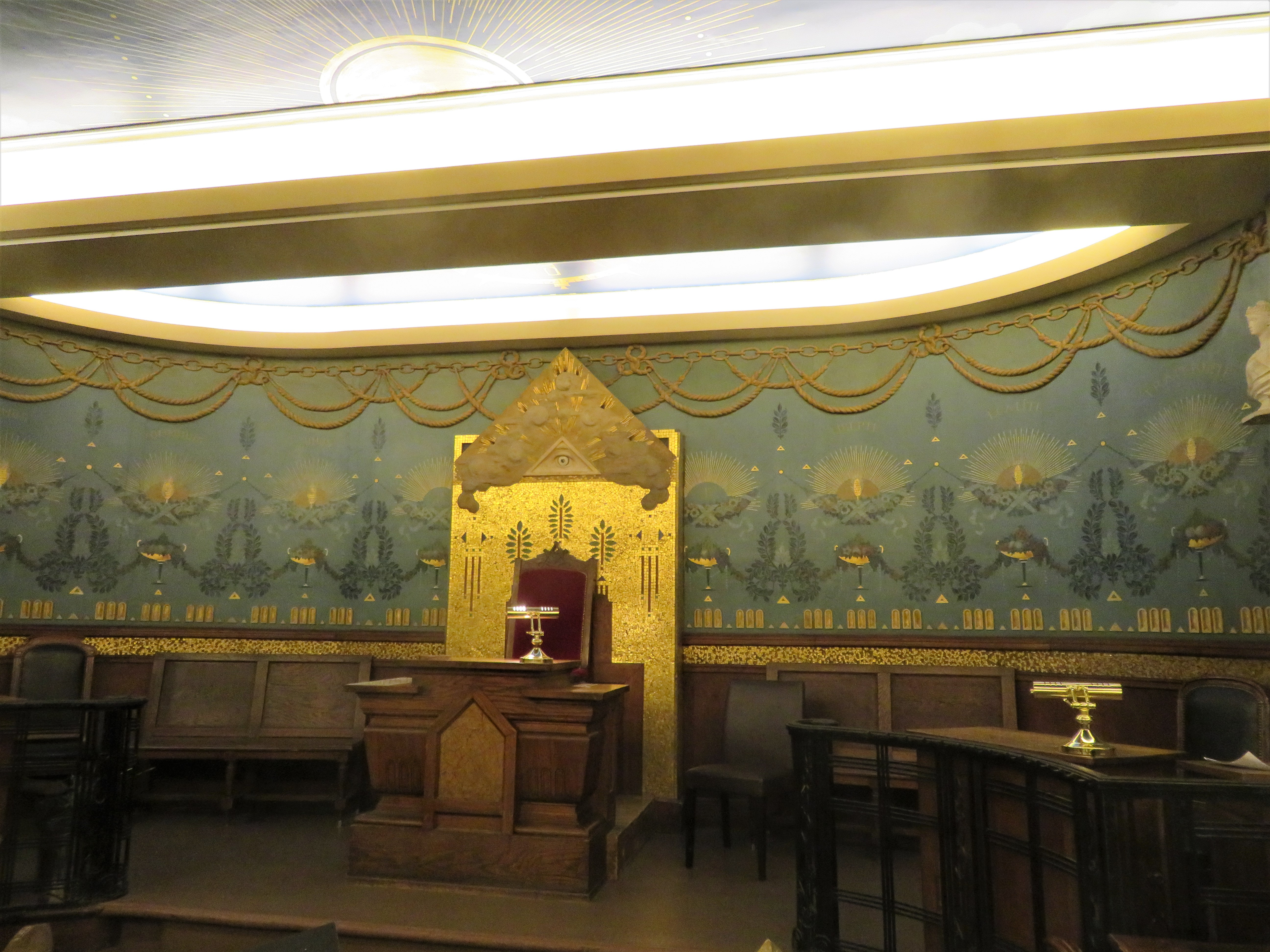
Delta lumineux à l'orient de la loge du Grand Orient de France.
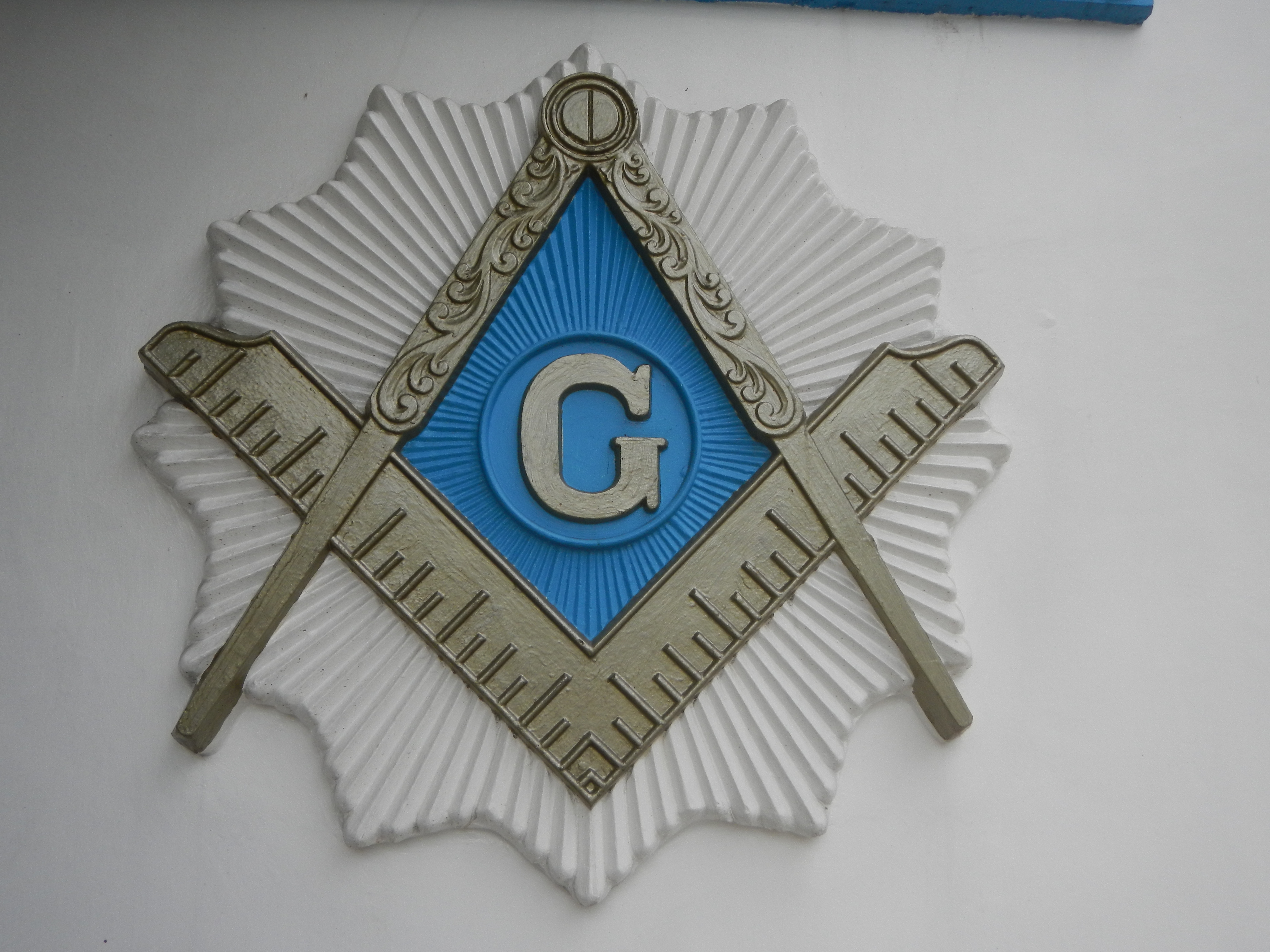
Symbole maçonnique : G (Dieu) équerre et compas.

L'Œil de la Providence est aussi repris dans l'iconographie de la franc-maçonnerie, au centre d'un triangle équilatéral rayonnant parfois appelé « delta lumineux ». Il est là aussi un symbole divin, emprunté au christianisme, mais désigne soit, dans une logique déiste, le Grand Architecte de l'Univers, ou le « Grand Horloger » divin, soit de manière plus métaphorique l'idéal de connaissance de la vérité. 
Des variations visuelles du symbole peuvent être trouvées : le delta comporte en son centre un vide, l'œil est remplacé par le tétragramme sacré, par la lettre « G » signifiant Géométrie, Gnose ou bien Dieu (God en Anglais),.

### Aux États-Unis

L'« Œil de la Providence » et devises Annuit cœptis et Novus ordo seclorum, flottant au-dessus d'une pyramide inachevée, au revers du grand sceau des États-Unis.

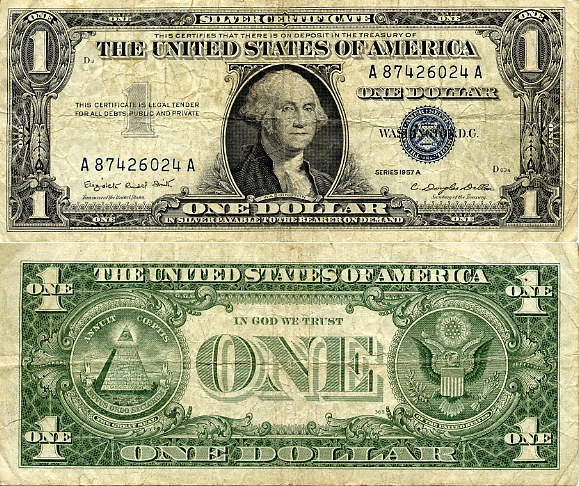
Billet de 1 dollar américain.

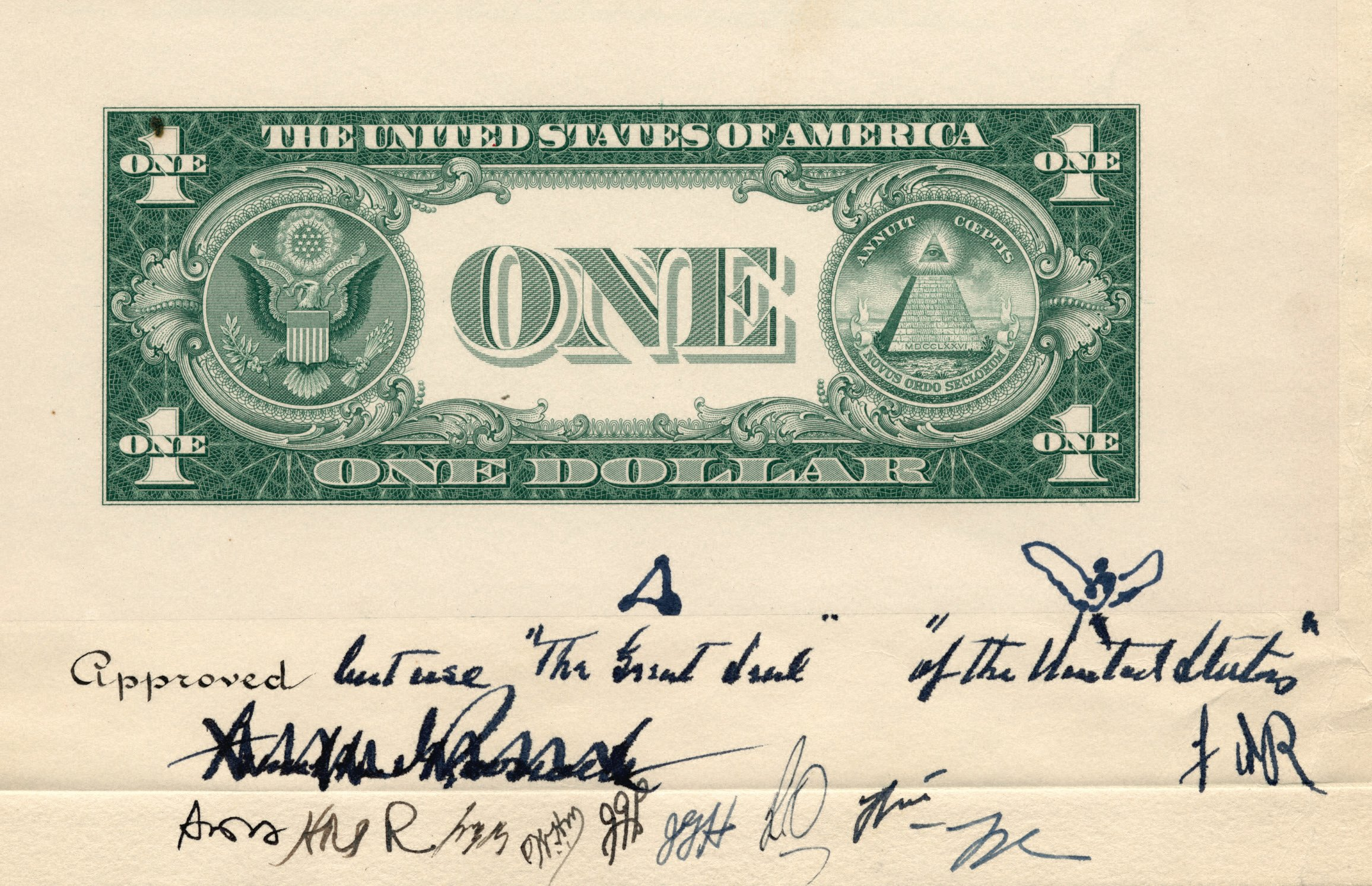
Projet du billet, portant la demande de modification et signature de Roosevelt

L'Œil de la Providence le plus connu est sûrement celui qui figure au verso du billet américain de un dollar, qui n'est en réalité que la reproduction du Grand sceau des États-Unis. La présence de ce symbole sur le sceau officiel est bien le signe des influences de la franc-maçonnerie sur l'histoire des États-Unis, qui fut importante au XVIIIe siècle lors de la révolution américaine (George Washington, Benjamin Franklin...) puis fluctua jusqu'au début du XXe siècle (Theodore Roosevelt). Le dernier président américain franc-maçon fut Gerald Ford (1974-1977). 
L'utilisation de l'Œil dans la franc-maçonnerie n'incorpore pas de pyramide, bien qu'il soit souvent représenté dans un triangle : il s'agit d'une spécificité du dessin des billets américains. Parmi les trois membres du comité qui créa le dessin original du Grand Sceau, seul Benjamin Franklin était franc-maçon. Thomas Jefferson soutenait ouvertement les idées de la franc-maçonnerie, assistait à certaines réunions ouvertes aux non-initiés et était proche de certains francs-maçons, mais rien ne prouve qu'il eût été lui-même membre[réf. nécessaire].
Le dessin original du Billet de 1 dollar américain de 1935 fut approuvé par le président de l'époque, Franklin Delano Roosevelt, qui demanda des modifications. Avec sa signature d'accord, Roosevelt, qui était franc-maçon, inclut un petit croquis qui inversait la présentation du Grand Sceau de façon que le verso du sceau (la face qui inclut l'Œil de la Providence au sommet d'une pyramide) apparaisse à gauche et le recto à droite. Il fit également ajouter les mots « The Great Seal » (Le Grand Sceau) sous l'Œil de la Providence, et « of the United States » (des États-Unis) sous le dessin de l'aigle à tête blanche du recto du Sceau. Le secrétaire à l'Agriculture des États-Unis Henry Wallace et le secrétaire du Trésor Henry Morgenthau Jr., tous deux francs-maçons, furent également impliqués dans le changement du design du billet de 1935. Henry Wallace était persuadé que les États-Unis avaient été choisis pour établir un futur « Nouvel ordre des âges ». Dans ces déclarations de l'époque figurent plusieurs discours empreints d'une dévotion religieuse aux accents prophétiques. Les déistes francs-maçons rejetaient l'idée de la chute qui porte avec elle la nécessité d'une rédemption ou d'une révélation spéciale de Dieu. Pour eux, l'idée de Dieu était innée dans l'esprit humain depuis ses origines, de telle sorte que par l'usage de son intelligence, l'homme peut arriver à la reconnaissance de l'existence de Dieu. Dans le billet d'un dollar, les pères fondateurs de la nation ont inscrit symboliquement leur vision du monde et leur mythe fondateur.

### Théorie du complot
Une théorie du complot maçonnique cherche à démontrer que la présence de l'Œil de la Providence au sommet d'une pyramide inachevée sur le Grand sceau des États-Unis d'Amérique est le signe d'un complot d'établissement du Nouvel ordre mondial (théorie du complot). Cette théorie est reprise entre autres comme thème de scénarios de films de cinéma, avec par exemple Benjamin Gates et le Trésor des Templiers de Jon Turteltaub et Walt Disney Pictures (2004).

## Quelques variantes
Quelques variantes d'œil de la Providence :

La nébuleuse de l'Hélice de la constellation du Verseau de la Voie lactée, surnommée « l’œil de Dieu ».
L'œil d'Horus ou « Œil oudjat », symbole de la mythologie égyptienne.
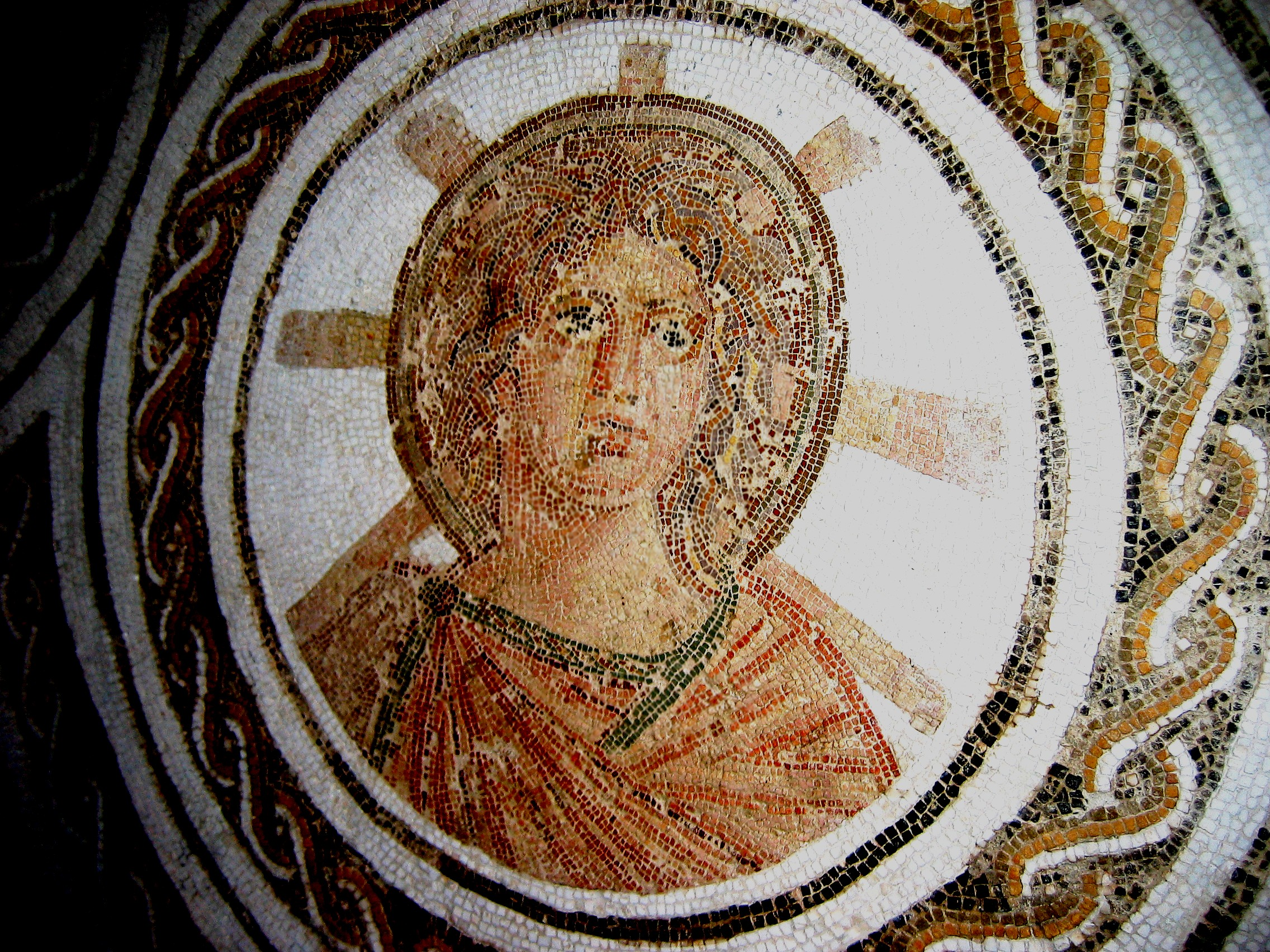
Mosaïque représentant un Apollon-Hélios rayonnant, de la mythologie gréco-romaine.
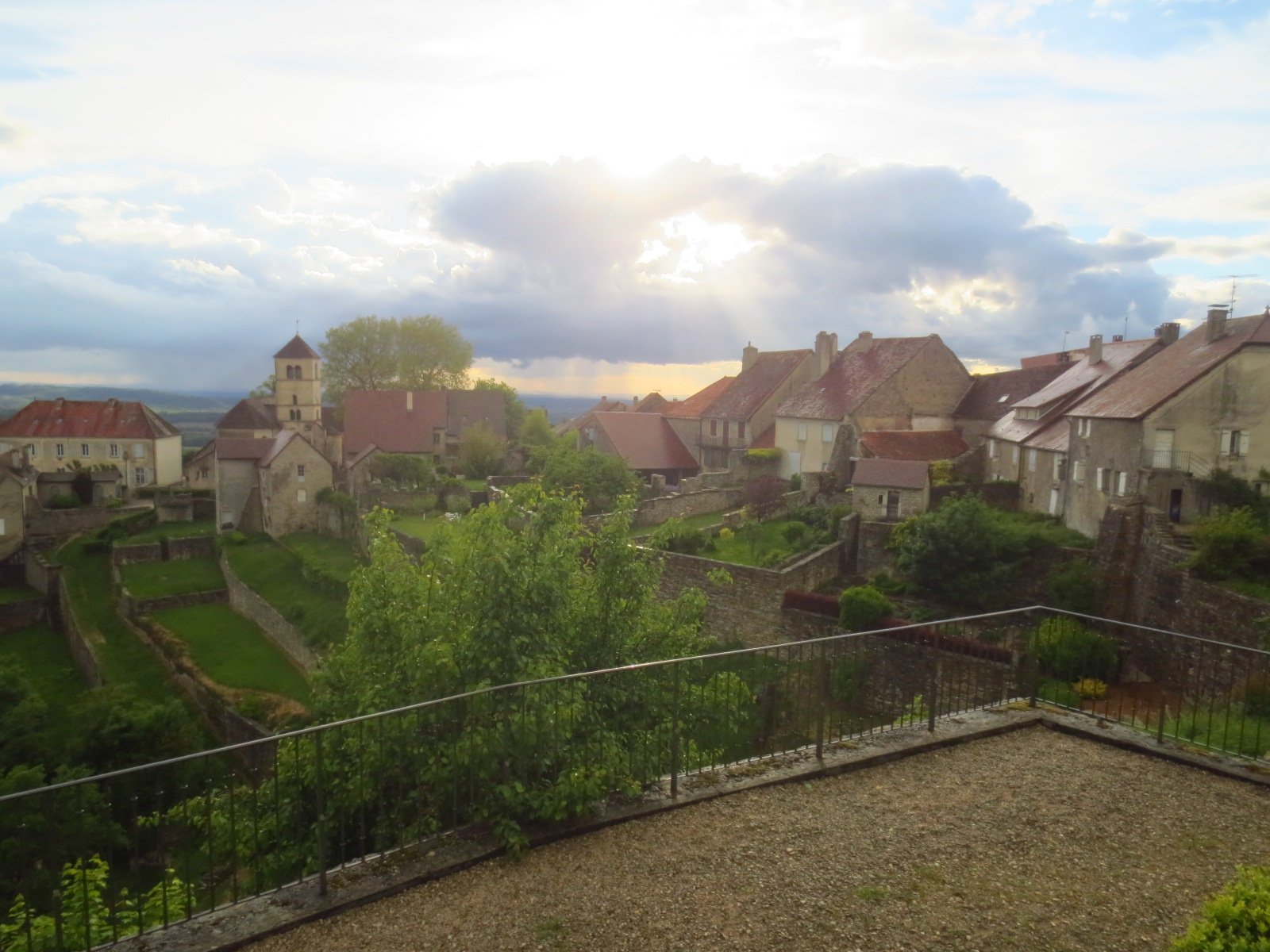
Exemple d'« œil dans un nuage » au-dessus de l'abbaye de Château-Chalon.
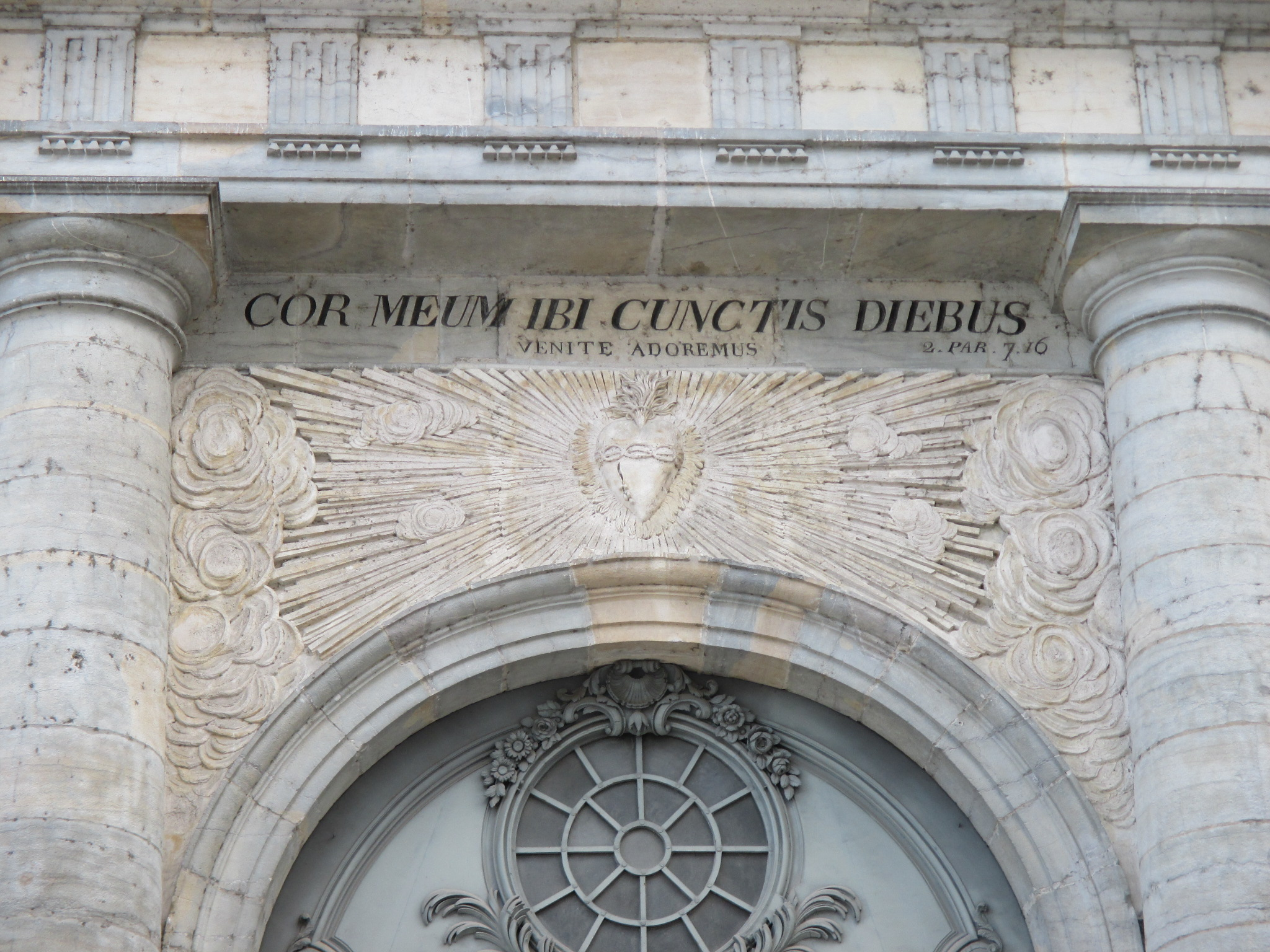
Cor meum ibi cunctis diebus (J'aurai toujours là mes yeux et mon cœur, en latin) citation de Dieu (variante)
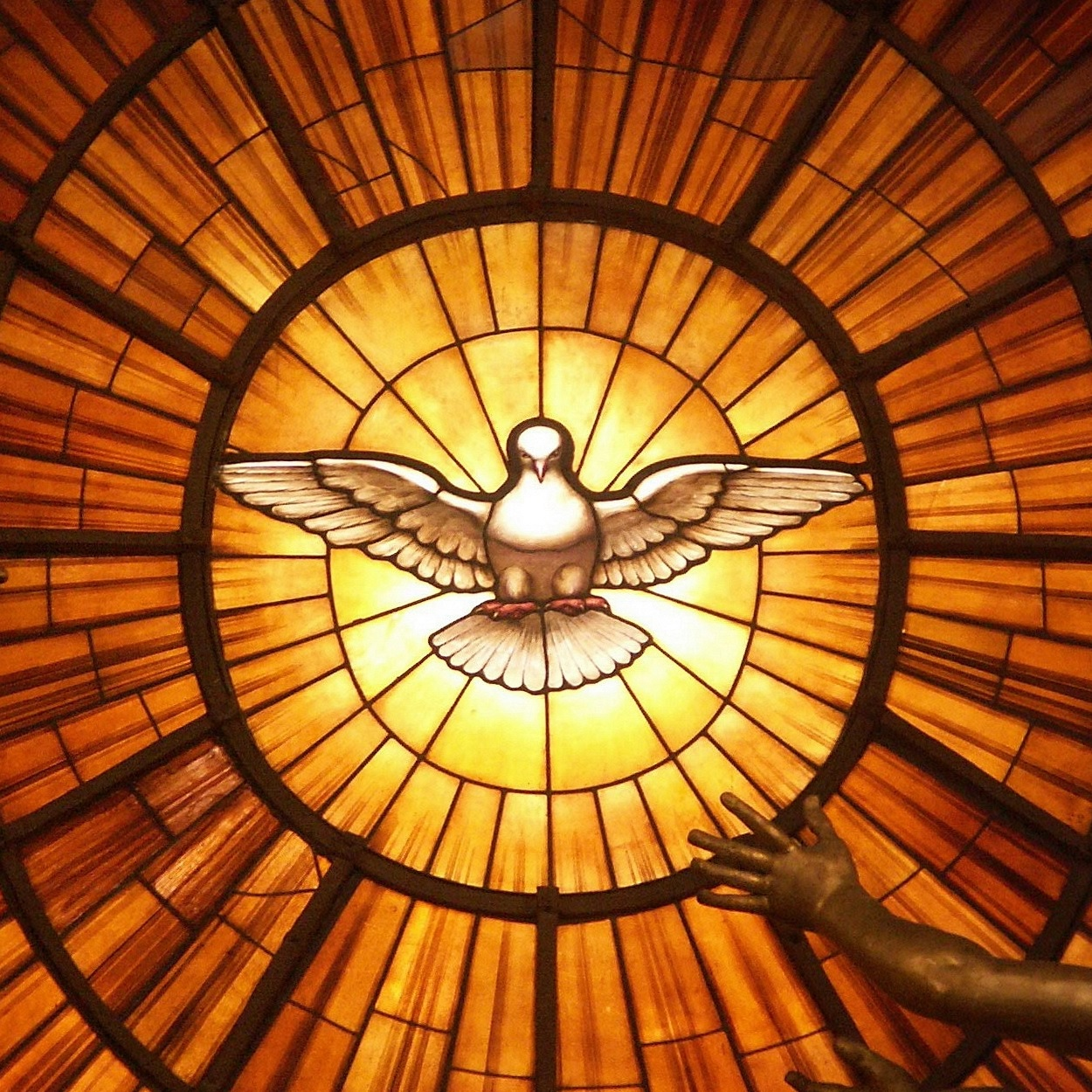
La colombe du Saint-Esprit